# Valea de Jos, Bihor
Valea de Jos este un sat în comuna Rieni din județul Bihor, Crișana, România.

## Istoric

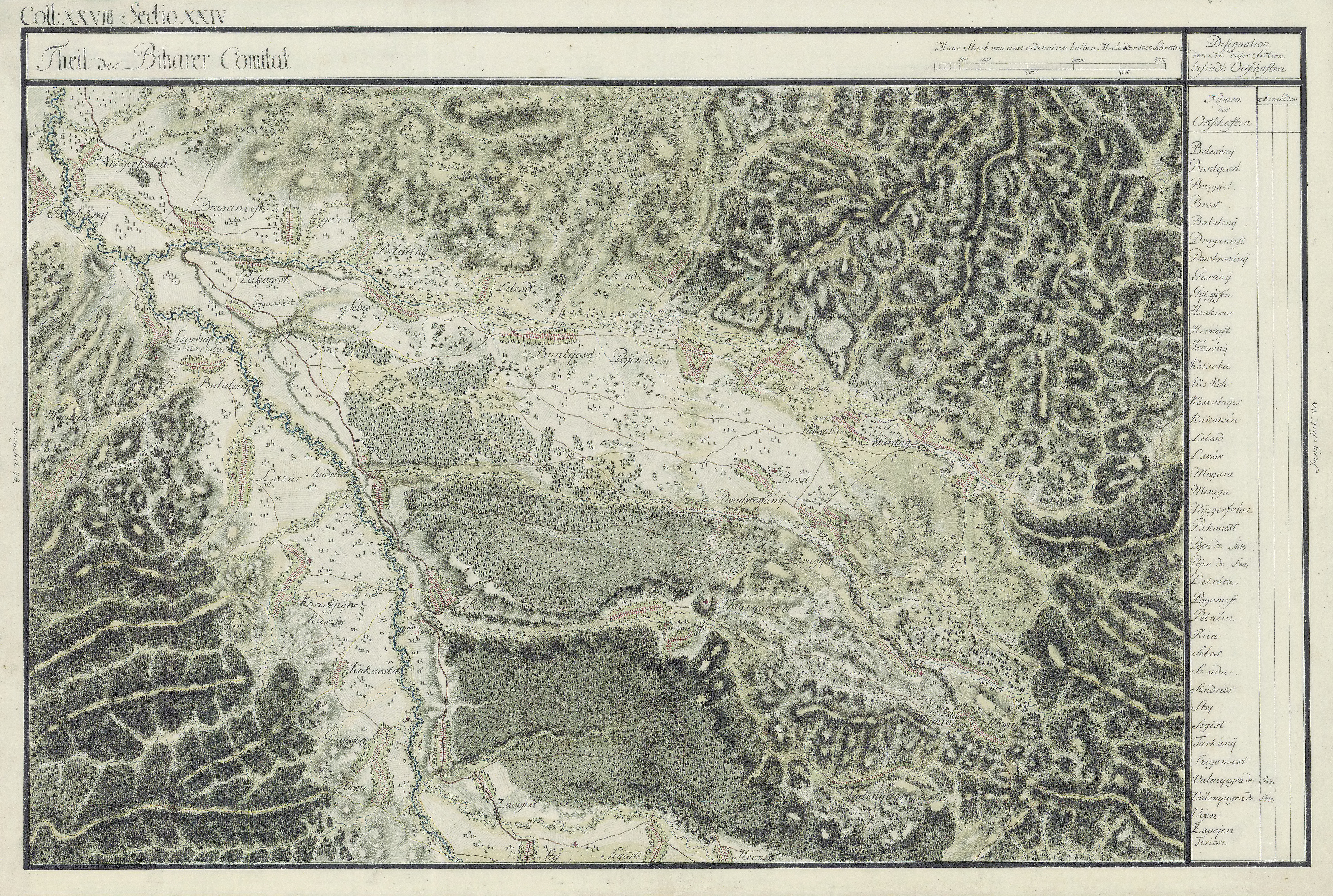
Valea de Jos în Harta Iosefină a Comitatului Bihor, 1782-85

Satul Valea de Jos aparține azi de comuna Rieni.Anterior aparținea administrativ comunei Dumbrăvani și se numea Valea Neagră de Jos. Numele satului a fost schimbat de autoritățile comuniste datorită connotațiilor sumbre pe care le-ar fi avut adjectivul neagră.
Numele satului vine de la râul Valea Neagră care străbate hotarul satului de la est la vest și-l desparte în doua părți disctincte - Sat și Dâmb.Înainte de anii 60 râul avea un curs meandrat și sinuos fiind străjuit de arini și sălcii seculare. Culoarea pietrelor era și este negricioasă datorita algelor închise la culoare de unde și numele râului.
Satul este atestat documentar în anul 1581 sub numele de Also Vale Nyagra condus de cneazul Michael Brebe. Satele văienilor sunt atestate indirect ca facând parte din cnezatul lui Ioan Uscat din Seghiște în a doua jumatate a sec.XIV.
În 1600 la Valea Neagră de Jos era cneaz Florian Breban din aceeiași familie Brebe. Locul numit Brebe mai păstrează pâna azi urmele vetrelor de casă ale familiei respective situate în afara vetrei actuale a satului.Cneazul Breban deținea la acea dată doi boi, opt porci , un cal și oi.
La 1700 satul cumpăra un Chiriacodromion tipărit la Bălgrad,un an mai devreme, pentru biserica din localitate.
La 1734 satul înalță actuala biserică de lemn meșteri fiind Nicoară Freanț din satul Agrij din ținutul Sălajului și Petrică Gheorghie Fratele Mândruțului constructorul celei de la Brădet din anul anterior.Biserica semănă cu cea de la Brădet având un plan asemănător dar și câteva elemente care o aseamană cu edificiul din Fildu de Sus, construit de Nicoară. 
În 1755 cneazul din Valea Neagră alături de cel din Șebiș este inițiatorul unei răscoale împotriva stăpânirii domeniale la care participă mai multe sate din districtul Beiușului. În 1756 primarul din Valea Neagră, Ion Avram, adresează o cerere Episcopiei Romano-Catolice de Oradea prin care cere fier pentru biserică spunând că aici slujește preotul din Chișcou care sub episcopii Paul Forgách și Csaky a primit an de an îmbrăcăminte și bani fiind catolic, dar Meletie Covaci menționează că satul a rămas în schismă, adică ortodox, tot în același an.
În 1771 sunt consemnați 34 de familii jeleri cu casă și 2 de iobagi iar în 1786 - 36 de familii, toate de confesiune ortodoxă. La acea dată satul făcea parte din Protopopiatul de Meziad.
În 1842 erau consemnați în sat 461 de suflete de ortodocși, 5 iudaici adică evrei și 2 greco-catolici. În 1936 erau 676 de locuitori, toți ortodocși.

## Meșteșuguri
Satul Valea Neagră de Jos a fost cunoscut în zonă prin două ocupații specifice:spătăritul și olăritul. Prima ocupație se practica pâna în urmă cu 15 ani,în mod curent, de câțiva meșteri cel mai cunoscut fiind Nicoras Terente zis Tere Fanii. Astăzi mai știu să lucreze doi bătrâni, Sabău Ioan și Nicoraș Iustin dar cererea pentru confecționarea spetelor a dispărut datorită industrializării.
Olaritul nu se mai practică la Valea Neagră din anii 70. Exemplare ceramice aparținând acestui centru mai pot fi văzute la Muzeele din Beiuș și Oradea sau în colecții particulare.Ceramica de Valea Neagră era individualizată,față de celelalte centre din zonă,prin preferința pentru pasta mai groasă și mai ales prin verdele închis utilizat la smălțuirea olurilor, cănților și a blidelor' 'precum și a decorului zimțat al buzelor blidelor.
Un alt meșteșug prezent în acest sat a fost prelucrarea artistică a lemnului în confecționarea crucilor de cimitir și a celor de eroi, meșterii din Valea Neagră lucrând aceste obiecte, la cerere, pentru satele din zonă.

## Vezi și
- Biserica de lemn din Valea de Jos